# Peter O'Donnell
Pour les articles homonymes, voir O'Donnell et Peter O'Donnell (homonymie).
Peter O'Donnell, né le 11 avril 1920 à Lewisham et décédé le 3 mai 2010, est un écrivain anglais. Il est le créateur du personnage de Modesty Blaise. Sous le pseudonyme de Madeleine Brent, il a écrit aussi des romances historiques gothiques pour un public féminin.
La première bande dessinée des aventures de Modesty Blaise (belle et dangereuse espionne britannique), dont O'Donell est le scénariste, paraît en 1963 dans l'Evening Standard. La bande dessinée est publiée sans interruption jusqu'en 2001 dans le monde entier. Après le film Modesty Blaise, réalisé par Joseph Losey et avec Monica Vitti dans le rôle-titre (1966), paraît le premier des 11 romans de la série Modesty Blaise; ils sont traduits dans 16 langues.

## Biographie
Né le 11 avril 1920 dans le Borough londonien de Lewisham, O'Donnell commence à gagner sa vie comme écrivain professionnel avant la Seconde Guerre mondiale à l'âge de 16 ans. De 1938 à 1942, il sert comme sous-officier dans un détachement de radio mobile (3e Corps) du Royal Signals Corps de la 8e Armée en Iran. À partir de 1942, son unité est déplacée en Syrie, en Égypte, dans le Désert libyque, en Italie et en Grèce en octobre 1944.
Après la guerre[Laquelle ?], O'Donnell commence à écrire des scénarios de comic strips, dont l'adaptation du roman de James Bond Docteur No pour le Daily Express. De 1953 à 1966, il écrit pour la série Garth et de 1956 à 1962 pour Romeo Brown (en) (dessins de Jim Holdaway). En plus des comic strips et des romans graphiques basés sur Modesty Blaise, O'Donnell a publié deux recueils de nouvelles et vingt romans. Il a aussi écrit une pièce (M. Fothergill's Murder) qui a connu un certain succès dans les années 1980 et a écrit pour la télévision et la cinéma. Il a également écrit pour des magazines féminins et des journaux pour enfants au début de sa carrière.
Sa création la plus célèbre est Modesty Blaise qui a d'abord été un comic strip publié à partir de 1963. Les sept premières années, le strip est illustré par Holdaway jusqu'à sa mort en 1970. Le dessinateur Enrique Badía Romero prit la suite et, à l'exception de la période 1979-1986, c'est lui qui dessina le strip jusqu'à l'arrêt de la publication en 2001.
En 1965, O'Donnell novelisa le scénario qu'il avait écrit pour le film (dont la version définitive sortie en 1966 n'utilisera rien de son travail original) et publie un roman sous le titre de Modesty Blaise. Ce livre connaîtra un grand succès et O'Donnell publiera une douzaine d'autres romans et nouvelles jusqu'en 1996. Kingsley Amis dira de ces romans qu'ils exercent une « fascination continuelle » et que Blaise et Garvin constituent « l'une des grandes amitiés de la littérature, pouvant supporter la comparaison avec Sherlock Holmes et le Docteur Watson ».
À la demande de l'éditeur Ernest Hecht, il commence à écrire des romans gothiques et des romans d'aventures sous le nom de plume de Madeleine Brent. Ces romans ne constituent pas une série et mettent en scène une grande diversité de personnages féminins forts. Ils sont écrits à la première personne, se déroulent à la fin de l'Époque victorienne et, bien que chaque héroïne ait des liens avec l'Angleterre, une partie de chaque livre se déroule dans des lieux aussi divers que la Chine, l'Australie, l'Afghanistan ou le Mexique. La quête de l'identité — le besoin de découvrir qui elle est vraiment — est souvent un ressort majeur de l'intrigue.
En 2001, O'Donnell cesse d'écrire le comic strip de Modesty Blaise et annonce aussi qu'il cesse d'écrire à plein temps. De 2004 à 2009, il écrit les introductions pour la réimpression des comic strip de Modesty Blaise publiée par Titan Books (en); à partir de 2010, juste avant la mort de O'Donnell, un autre écrivain se met à composer ces introductions. Peter O'Donnell est également interviewé pour les bonus du DVD du film My Name Is Modesty (2002) basé sur ses romans.
O'Donnell avait exprimé le souhait que personne n'écrive d'autres histoires de Modesty Blaise.
En 2007, avec l'aide de jeunes étudiantes des lycées de Bullers Wood (en) et Newstead Wood (en), il a créé un site internet officiel, Modesty Blaise, Ltd.
Selon sa rubrique nécrologique parue dans le Evening Standard, Peter O'Donnell souffrait de la maladie de Parkinson depuis plusieurs années.

## Œuvre

### SérieModesty Blaise
- Modesty Blaise (1965), paru en français sous le même titre;
- Sabre-Tooth (1966), paru en français sous le titre Modesty Blaise et les affreux;
- I, Lucifer (1967), paru en français sous le titre Modesty Blaise et son médium;
- A Taste for Death (1969), paru en français sous le titre Modesty Blaise et l'Homme-Montagne;
- The Impossible Virgin (1971), paru en français sous le titre La Vierge inaccessible;
- Pieces of Modesty (1972), paru en français sous le titre Modesty Blaise et le Pince-fesse (nouvelles);
- The Silver Mistress (1973), paru en français sous le titre Modesty Blaise : la Nymphe d'argent;
- Last Day in Limbo (1976), paru en français sous le titre Modesty Blaise et les Milliardaires;
- Dragon's Claw (1978), paru en français sous le titre Modesty Blaise dans les griffes du Dragon;
- The Xanadu Talisman (1981)
- The Night of Morningstar (1982)
- Dead Man's Handle (1985)
- Cobra Trap (1996)

### Sous le pseudonyme Madeleine Brent
- Tregaron's Daughter (1971), paru en français sous le titre La Fille des Tregaron;
- Moonraker's Bride (1973), paru en français sous le titre Le Pêcheur de lune;
- Kirkby's Changeling (1975) (autre titre : Stranger at Wildings), paru en français sous le titre La Marque du loup;
- Merlin's Keep (1977), paru en français sous le titre Le Léopard des neiges;
- The Capricorn Stone (1979)
- The Long Masquerade (1981)
- A Heritage of Shadows (1983)
- Stormswift (1984)
- Golden Urchin (1986)

## Prix
- 2006 :  Prix Haxtur pour Modesty Blaise : Bad Suki